# Европско првенство у атлетици у дворани 1973 — 800 метара за мушкарце
Такмичење у  трци на 800 метара у мушкој конкуренцији на 4. Европском првенству у атлетици у дворани 1973. одржано је 10. и 11. марта 1973. године у Арени Ахој у Ротердаму, Холандија.
Титулу освојену у Греноблу 1972.  бранио је Јозеф Плахи из Чехословачке.

## Земље учеснице
Учествовало је 18 атлетичара из 11 земаља.
1. Белгија (2)
2. Источна Немачка (2)
3. Мађарска (1)
4. Пољска  (1)
5. Југославија (1)
6. Уједињено Краљевство (1)
7. Француска (3)
8. Холандија (2)
9. Чехословачка (3)
10. Швајцарска (1)
11. Шпанија (1)

## Рекорди
Извор:
| Рекорди пре почетка Европског првенства у дворани 1973.     | Рекорди пре почетка Европског првенства у дворани 1973. | Рекорди пре почетка Европског првенства у дворани 1973. | Рекорди пре почетка Европског првенства у дворани 1973. | Рекорди пре почетка Европског првенства у дворани 1973. | Рекорди пре почетка Европског првенства у дворани 1973. |
| ----------------------------------------------------------- | ------------------------------------------------------- | ------------------------------------------------------- | ------------------------------------------------------- | ------------------------------------------------------- | ------------------------------------------------------- |
| Светски рекорд                                              | Дитер Фром                                              | Источна Немачка                                         | 1:46,6                                                  | Београд, Југославија                                    | 8. март 1969.                                           |
| Европски рекорд у дворани                                   | Дитер Фром                                              | Источна Немачка                                         | 1:46,6                                                  | Београд, Југославија                                    | 8. март 1969.                                           |
| Рекорди европских првенстава                                | Јевгениј Аржанов                                        | Совјетски Савез                                         | 1:48,7                                                  | Софија, Бугарска                                        | 14. март 1971.                                          |
| Рекорди после завршеног Европског првенства у дворани 1973. |                                                         |                                                         |                                                         |                                                         |                                                         |
| Рекорди европских првенстава                                | Герхард Штоле                                           | Источна Немачка                                         | 1:48,54 пф.                                             | Ротердам, Холандија                                     | 10. март 1973.                                          |

## Сатница
| Датум          | Време | Ниво          |
| -------------- | ----- | ------------- |
| 10. март 2017  |       | Квалификације |
| 11. март 2017. |       | Финале        |

## Освајачи медаља
|                            |                               |                          |
| франсис Гонзалез Француска | Герхард Штоле Источна Немачка | Јозеф Плахи Чехословачка |

## Резултати

### Квалификације
За финале су се пласирала по 2 првопласирана из све три групе (КВ).
| Место | Група | Атлетичар         | Земља                | Резултат | Белешка      |
| ----- | ----- | ----------------- | -------------------- | -------- | ------------ |
| 1.    | 2     | Герхард Штоле     | Источна Немачка      | 1:48,54  | КВ, РЕПд, ЛР |
| 2.    | 3     | Франсис Гонзалес  | Француска            | 1:49,21  | КВ           |
| 3.    | 1     | Ханс-Хенинг Олерт | Источна Немачка      | 1:49,54  | КВ, ЛР       |
| 4.    | 1     | Јозеф Плахи       | Чехословачка         | 1:49,59  | КВ           |
| 5.    | 3     | Анджеј Купчик     | Пољска               | 1:49,60  | ЛР           |
| 6.    | 1     | Антинио Фернандез | Шпанија              | 1:49,83  | ЛР           |
| 7.    | 3     | Питер Браун       | Уједињено Краљевство | 1:49,86  | ЛРд          |
| 8.    | 1     | Јоже Међимурец    | Југославија          | 1:50,04  | КВ           |
| 9.    | 2     | Фиплип Мејер      | Француска            | 1:50,13  | ЛРС          |
| 10.   | 1     | Ролф Гизин        | Швајцарска           | 1:50,14  | ЛРС          |
| 11.   | 2     | Јан Сисовски      | Чехословачка         | 1:50,16  | ЛР           |
| 11.   | 3     | Robert Hoofd      | Белгија              | 1:50,16  | ЛРС          |
| 13.   | 2     | Андреас Жинка     | Мађарска             | 1:50,46  | ЛРС          |
| 14.   | 1     | Андре Бонен       | Белгија              | 1:50,66  |              |
| 15.   | 2     | Јан Рајндерс      | Холандија            | 1:51,24  | ЛРС          |
| 16.   | 1     | Ив Грингоар       | Шпанија              | 1:51,46  | ЛР           |
| 17.   | 1     | Мартин Мозер      | Холандија            | 1:52,27  | ЛР           |
| 18.   | 3     | Јозеф Самборски   | Чехословачка         | 1:52,60  | ЛР           |

### Финале
| Пласман | Атлетичар         | Земља           | Резултат | Белешка |
| ------- | ----------------- | --------------- | -------- | ------- |
|         | Франсис Гонзалес  | Француска       | 1:49.17  | ЛРС     |
|         | Герхард Штоле     | Источна Немачка | 1:49,32  |         |
|         | Јозеф Плахи       | Чехословачка    | 1:49,50  | ЛРС     |
| 4.      | Ханс-Хенинг Олерт | Источна Немачка | 1:49,62  |         |
| 5.      | Јоже Међимурец    | Југославија     | 1:49,85  | ЛР      |
| 6.      | Антинио Фернандез | Шпанија         | 1:50,79  |         |

## Укупни биланс медаља у трци на 800 метара за мушкарце после 4. Европског првенства у дворани 1970—1973.
|    | Земља                |   |   |   |    |
| -- | -------------------- | - | - | - | -- |
| 1. | Совјетски Савез      | 2 | 1 | 0 | 3  |
| 2. | Чехословачка         | 1 | 0 | 1 | 2  |
| 2. | Француска            | 1 | 0 | 1 | 2  |
| 4. | Источна Немачка      | 0 | 1 | 0 | 1  |
| 4. | Шпанија              | 0 | 1 | 0 | 1  |
| 4. | Уједињено Краљевство | 0 | 1 | 0 | 1  |
| 7. | Југославија          | 0 | 0 | 1 | 1  |
| 7. | Пољска               | 0 | 0 | 1 | 1  |
|    | Укупно {8}           | 4 | 4 | 4 | 12 |

|    | Атлетичар        | Земља           |   |   |   |   |
| 1. | Јевгениј Аржанов | Совјетски Савез | 2 | 0 | 0 | 2 |
| -- | ---------------- | --------------- | - | - | - | - |
| 2. | Јозеф Плахи      | Чехословачка    | 1 | 0 | 1 | 2 |
| 2. | Франсис Гонзалес | Француска       | 1 | 0 | 1 | 2 |